# Криме (станция метро)
Криме (фр. Crimée) — станция линии 7 Парижского метрополитена, расположенная в квартале Ла-Виллет XIX округа Парижа. Названа по одноимённой улице (фр. Rue de Crimée), получившей своё имя в честь Крымского полуострова и событий Крымской войны 1853—1856 годов, завершившейся победным для Франции Парижским миром.
В пешей доступности от станции располагаются два гидрографических объекта: Уркский канал и Бассейн де ля Вийет.

## История
- Станция открылась 5 ноября 1910 года в составе первого пускового участка линии 7 Опера — Порт-де-ля-Виллет.
- В 2016 году станция принимала участие в первоапрельской акции, в ходе которой она на один день сменила название на «Шатиман» (фр. Châtiment)[2].
- Пассажиропоток по станции по входу в 2011 году, по данным RATP, составил 7 183 997 человек[3]. В 2015 году этот показатель снизился до 6 613 387 пассажиров (48 место по уровню входного пассажиропотока в Парижском метро)[4].

## Галерея

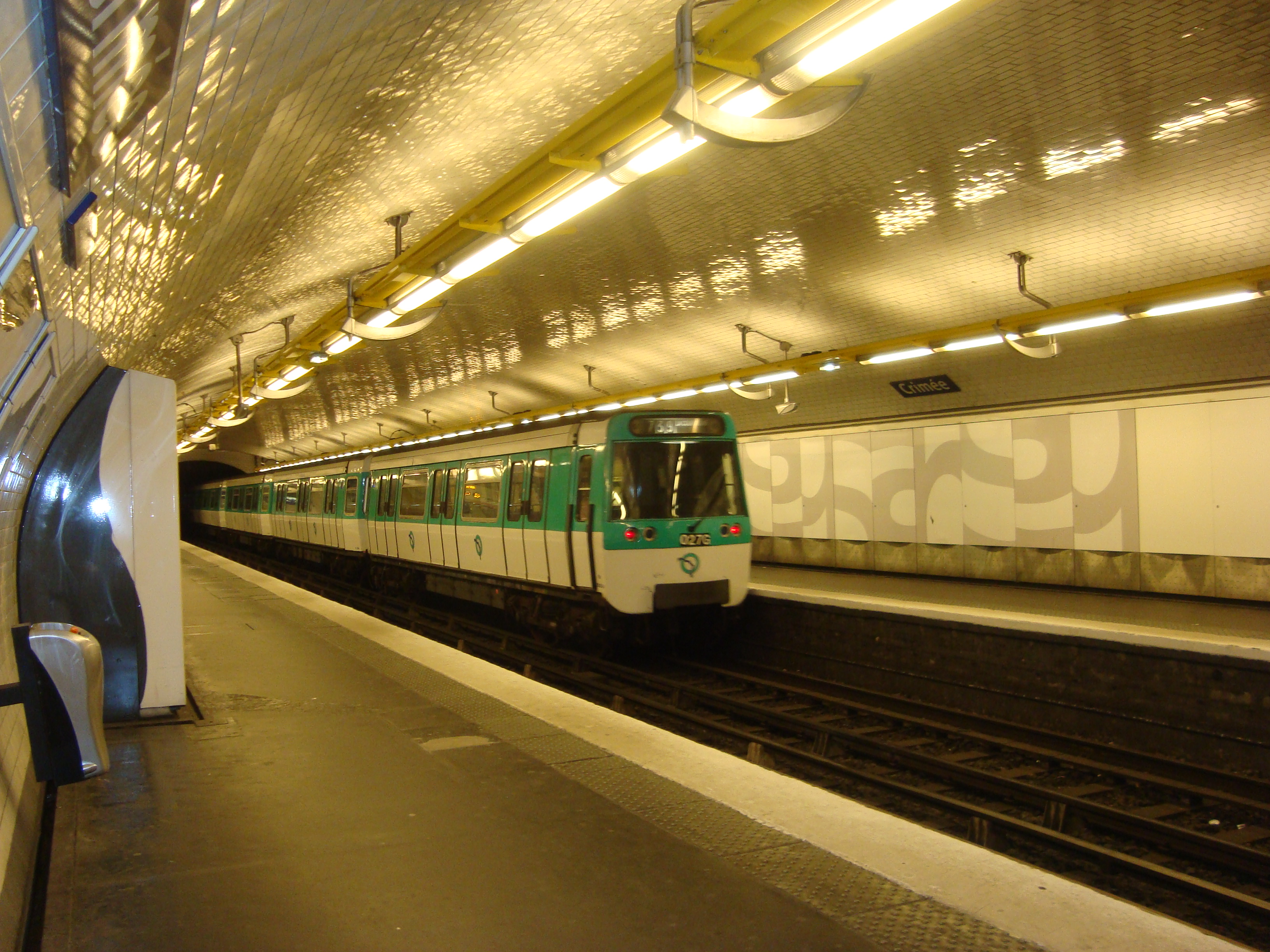
Состав модели MF 77 на станции